# IHeartRadio Music Awards 2016
La terza edizione degli iHeartRadio Music Awards si è svolta il 3 aprile 2016 presso il The Forum di Inglewood (California). La serata è stata condotta da Jason Derulo.

## Vincitori
Lista parziale delle categorie con relativi vincitori:
- Canzone dell'anno: Adele - Hello
- Artista femminile dell'anno: Taylor Swift
- Artista maschile dell'anno: Justin Bieber
- Miglior nuovo artista: Fetty Wap
- Miglior duo/gruppo dell'anno: Maroon 5
- Album dell'anno: Taylor Swift - 1989
- Miglior tour: Taylor Swift
- Artista alternative rock dell'anno: Twenty One Pilots
- Canzone alternative rock dell'anno: Twenty One Pilots - Stressed Out
- Artista rock dell'anno: Foo Fighters
- Canzone rock dell'anno: Zac Brown Band feat. Chris Cornell - Heavy Is the Head
- Canzone country dell'anno: Chris Janson - But Me a Boat
- Artista country dell'anno: Luke Bryan
- Canzone dance dell'anno: Skrillex & Diplo with Justin Bieber - Where Are Ü Now
- Artista dance dell'anno: Calvin Harris
- Canzone hip hop dell'anno: Drake - Hotline Bling
- Artista latino dell'anno: Pitbull
- Miglior collaborazione: Mark Ronson feat. Bruno Mars - Uptown Funk
- Miglior canzone per un film: Lady Gaga - Til It Happens to You